# GSC2854-1633
GSC2854-1633 — хімічно пекулярна зоря спектрального класу ?, що має видиму зоряну величину в смузі V приблизно  9,7.

## Пекулярний хімічний вміст
Зоряна атмосфера HD  4520 має підвищений вміст Eu та Sr.